# The Trial of Christine Keeler
The Trial of Christine Keeler es una serie de televisión británica basada en el denominado "caso Profumo" en la década de 1960. Un escándalo sexual, de espionaje y mentiras que forzó la renuncia del primer ministro Harold Macmillan y del ministro de Guerra John Profumo, juzgado por mantener relaciones con Christine Keeler, una bailarina y modelo de 19 años.
La serie, de seis capítulos, se estrenó en BBC One en el Reino Unido y fue desarrollada por la guionista Amanda Coe y protagonizada por Sophie Cookson, James Norton, Ellie Bamber, Ben Miles, Visar Vishka, Emilia Fox, Nathan Stewart-Jarrett y Anthony Welsh. En España se estrena con el título de "El Escándalo de Christine Keeler" en COSMO. el 22 de junio de 2020